# Ремдовский заказник
Ремдовский зака́зник — государственный природный заказник. Расположен на территории Гдовского и Псковского административных районов Псковской области. Заказник расположен на повышенном участке дна котловины Псковско-Чудского озера. Рельеф, по большей части, плоский, что способствует заболачиванию территории. Встречающиеся холмы и гряды имеют до 10-15 км в поперечнике и 20-25 м в высоту.
Густота речной сети составляет 0,50 км/км². Наиболее крупными реками являются Желча (протяжённость 107 км), Чёрная (57 км), Лочкина (51 км). На севере территория омывается Чудским озером, на юге — Псковским, на западе — Тёплым озером. В заказнике насчитывается более 25 озёр. Годовые колебания уровня озёр не превышают 0,5 м.
Среднегодовое количество осадков на территории составляет около 600 мм. В феврале средняя температура — − 7,4 °С, в июле — 17,4 °С.
Образован в 1985 году как резерват охотничьей фауны, а также для восстановления редких и исчезающих видов (чёрный аист, лебедь, орлан-белохвост и др.). Кроме того, заказнику предписано охранять среду обитания ценных лекарственных растений.
Наибольшую часть лесопокрытой площади (76 %) занимают сосновые насаждения различных типов, ель занимает 2 %, лиственные насаждения (берёза, ольха, осина) — 22 %. В подлеске произрастают крушина, рябина, можжевельник, ива. Травяно-кустарничковый ярус состоит из вереска, мхов, брусники, черники, папоротника, кислицы.